# Kukl
Kukl, souvent typographié KUKL ou K.U.K.L., est un groupe de post-punk islandais, originaire de Reykjavik. Malgré une existence relativement courte, sa popularité perdure, en particulier grâce à Björk, anciennement membre du groupe.

## Biographie

### Débuts (1983)
Le groupe est formé en 1983 lorsque Ásmundur Jónsson (du label Gramm, le plus important du pays à l'époque) voulut créer un groupe réunissant des musiciens avant-gardistes du moment afin de les faire jouer dans la dernière émission de radio Áfangar. Ainsi, Jónsson fait appel à Björk Guðmundsdóttir, alors chanteuse du groupe Tappi Tíkarrass, Einar Örn Benediktsson, trompettiste et chanteur au sein de Purrkur Pillnikk, Siggtryggur Baldursson, batteur de Þeyr, Guðlaugur Kristinn Óttarsson (alias Godkrist), guitariste de Þeyr, Einar Arnaldur Melax, claviériste du groupe surréaliste Medúsa, et Birgir Mogensen, bassiste de Spilafífl. Kukl puise donc ses influences dans cet héritage multiple. Le nom du groupe, Kukl, signifie « sorcellerie » en islandais médiéval..
Kukl se produisit pour la première fois sur scène à Reykjavik le 20 septembre 1983 lors d'un concert baptisé We Demand a Future. En décembre de la même année, le groupe sort son premier enregistrement, le single Söngull.

### The Eye(1984-1985)
Grâce aux connaissances punk de Einar Örn (les groupes Flux of Pink Indians et Crass), Kukl put éditer son premier album, The Eye, sous le label Crass Records. Le titre de l'album fait référence au livre préféré de Björk, Histoire de l'œil, de Georges Bataille (1928), dont l'histoire implique un jeune couple français dans un contexte de perversions sexuelles et de violence. L'album contient notamment la deuxième version de Söngull, version anglaise rebaptisée Dismembered, et la chanson Anna dont est tiré le premier clip vidéo du groupe, réalisé par Óskar Jónasson. Kukl fait preuve d'un mélange complexe de rock gothique, de punk rock, de jazz et de musique rythmique avec des références à Killing Joke et The Fall, mais aussi des influences d'Igor Stravinsky ou Alexandre Scriabine.
En 1984-1985, Kukl effectue une tournée à travers l'Europe, notamment pour le Pandora's Box Festival aux Pays-Bas et le Roskilde Festival au Danemark, mais surtout en France, dont l'enregistrement du concert à Paris le 14 septembre 1984 est devenu le seul album live officiel du groupe. En 1985 également, Kukl et le chanteur rock Megas créent un nouveau groupe nommé Megakukl (ou MEGAKUKL), lequel compose vingt chansons et se produit plusieurs fois en Islande mais ne produisit aucun enregistrement.

### Holidays in Europeet séparation (1986)
En octobre 1984, le groupe enregistre son second album à Londres, en Angleterre. Intitulé Holidays in Europe (The Naughty Nought), il est publié en 1986. Le style musical est considéré comme une sorte de post-punk et rock alternatif indépendant. Deux clips furent extraits de cet album: Outward Flight (Psalm 323) et France (A Mutual Thrill). 
Après avoir exploré de nombreuses alternatives musicales, l'aventure du groupe touche à sa fin. Guðlaugur Óttarsson and Björk forment The Elgar Sisters, qui réunissait les musiciens de Kukl (à l'exception de Einar Örn, parti en Angleterre) et des collaborations de Hilmar Örn Hilmarsson et Þorsteinn Magnússon. Ils enregistrèrent 11 chansons en 1986 mais se séparèrent juste après. Durant l'été 1986, Einar Örn revient d'Angleterre avec un double projet: la création d'un nouveau label et d'un nouveau groupe. Après le mariage de Einar Örn avec la guitariste de Medúsa, Björk mit au monde son fils, Sindri Eldon Þórsson, le 8 juin 1986. Cette date marque aussi symboliquement la naissance d'un nouveau groupe nommé Sykurmolarnir, qui devint ensuite The Sugarcubes, dont le futur guitariste n'était autre que le père de Sindri, Þór Eldon. Parmi les membres de Kukl, seuls Guðlaugur et Birgir ne s'impliquèrent pas dans les nouveaux projets.
Björk, Einar Örn, Einar Melax et Sigtryggur Baldursson deviennent donc membres des Sugarcubes, avec Bragi Ólafsson à la basse, Friðrik Erlingsson, puis Þór Eldon à la guitare, et Margrét Örnólfsdóttir en remplacement de Melax après son départ du groupe. Guðlaugur a collaboré avec de nombreux artistes islandais ou internationaux et s'est produit en solo en Islande. Également ingénieur polytechnique, il a aussi collaboré à de nombreux projets scientifiques. Birgir Mogesen a travaillé pour des studios d'enregistrement et a rejoint plusieurs projets musicaux dont Inferno 5, ensemble multimédia créé par Þorri Jóh. Il a ensuite travaillé pour la chaîne de télévision Skjár 1.

## Concerts
- 20 septembre 1983 : We Demand a Future  - Crass
- 1984 : The MH Satellite Gig  - Psychic TV
- 1984 : The Continental Europe Tour
- 1er décembre 1984 : Austurbæjarbíó - Krists-Mas-Konsert
- septembre 1985 : Rotterdam - Pandora's Box
- 1985 : Roskilde - Roskilde Festival
- 1986 : Berlin - The Berlin Connection
- 14 septembre 1986 - Eldorado, Paris : KUKL Concert in Paris
- 19 septembre 1986 - Eldorado, Paris : KUKL Concert in Paris

## Discographie

### Albums studio
- 1984 : The Eye (Crass Records)
- 1985 : KUKL à Paris 14.9.84 (live) (V.I.S.A.)
- 1986 : Holidays in Europe (The Naughty Nought) (Crass Records)

### Single
- 1983 : Söngull (Gramm)

### Participations
- 1984 : V.I.S.A. Présente (Bondage Records / V.I.S.A.), compilation européenne
- 1987 : Geyser - Anthology of the Icelandic Independent Music Scene of the Eighties (Enigma Records), compilation
- 2002 : Family Tree (One Little Indian), coffret de Björk